# Iwan Wyhowskyj

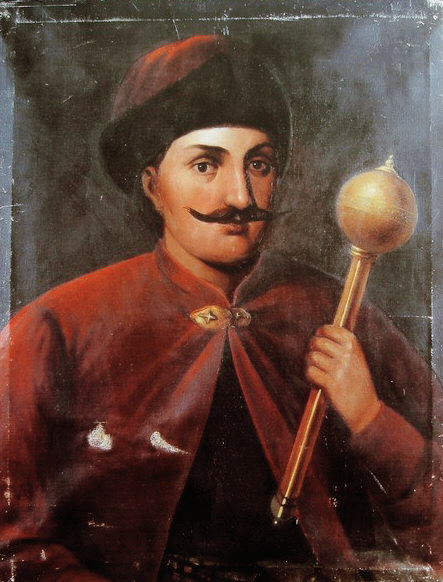
Hetman Iwan Wyhowskyj

Iwan Ostafijowytsch Wyhowskyj (ukrainisch Іван Остафійович Виговський; * 1608 in Owrutsch; † 16. März 1664 in Wilchowez) war zwischen 1657 und 1659 ein Hetman der ukrainischen Kosaken und zwischen 1659 und 1664 Wojewode der Wojewodschaft Kiew.

## Leben
Bei der Schlacht bei Schowti Wody am Beginn des Chmelnyzkyj-Aufstandes gegen Polen-Litauen stand Wyhowskyj noch in polnischen Diensten und wurde nach der Schlacht von den Kosaken gefangen genommen. Auf Grund seiner Ausbildung und Erfahrung ließ man ihn frei und er wurde einer der engsten Berater sowie Nachfolger von Bohdan Chmelnyzkyj. Dieser hatte einen Bündnisvertrag mit Russland geschlossen, doch Wyhowskyj verfolgte eine völlig entgegengesetzte Politik und suchte eine Verständigung mit der polnischen Krone. Diese stellte der Kosakenelite Privilegien in Aussicht, so dass Wyhowskyj im Russisch-Polnischen Krieg 1654–1667 die Seiten wechselte und den Vertrag von Hadjatsch mit Polen-Litauen schloss.
Diese Aktion führte innerhalb der Kosakenreihen zu einem blutigen Bürgerkrieg (bekannt als Der Ruin), da breite Bevölkerungsschichten eine Rückkehr unter die Herrschaft Polens strikt ablehnten. Mit Hilfe der Krimtataren ließ Wyhowskyj einen Aufstand der linksufrigen Kosaken mit Zentrum in Poltawa blutig niederschlagen. Wyhowskyjs Seitenwechsel führte zudem zu einer Wiederaufnahme der Kriegshandlungen zwischen den Polen und den Russen, die seit dem Waffenstillstand von Wilna ausgesetzt waren.
Wyhowskyjs Versuche, die von den Russen unter Wassili Scheremetew gehaltene Stadt Kiew zu erobern, schlugen fehl, wenngleich er am 8. Juli 1659 zusammen mit den Krimtataren gegen die Russen in der Schlacht von Konotop erfolgreich war. Dies brachte ihm jedoch keine politischen Vorteile ein, so dass er bald auf einer Kosakenrada gestürzt wurde und fliehen musste.
Mehrere Jahre später versuchte er in der mittlerweile abgespaltenen Rechtsufrigen Ukraine, die unter der polnischen Oberherrschaft stand, erneut in die Politik einzugreifen und dem Hetman Pawlo Teterja dessen Stellung streitig zu machen. Daraufhin wurde er 1664 von den Polen verhaftet und erschossen.